# Arnaud Giovaninetti
Arnaud Giovaninetti (ur. 3 lipca 1967 w Amiens, zm. 25 stycznia 2018) – francuski aktor.
Jego ojciec Reynald był kompozytorem. Był żonaty z aktorką Judith d'Aleazzo. W 1988 r. otrzymał Nagrodę Louisa Jouveta.  Zmarł w wieku 50 lat.

## Wybrana Filmografia
- 1992: Kochanek
- 1995: La Rivière Espérance
- 1999: Children of the Century
- 2003: Lovely Rita, sainte patronne des cas désespérés
- 2005: Dalida
- 2006: Lettres de la mer rouge
- 2013–2018: Candice Renoir